# Строительная деятельность Юстиниана I
О строительной деятельности Юстиниана I сохранились достаточно подробные, хотя и, возможно, слишком комплиментарные, свидетельства современников императора. Прежде всего это написанный между 554 и 560 годами обширный, в шести книгах, панегирик Прокопия Кесарийского «О постройках». На основании данной в нём картины обширнейшей строительной деятельности Юстиниана можно выделить четыре основных направления строительной программы этого деятельного императора. Первым и важнейшим среди них был религиозный аспект. При Юстиниане было построено или перестроено большое количество церквей, он жертвовал и основывал мужские и женские монастыри и лечебницы. Во-вторых, это оборонительные сооружения для защиты империи. Юстиниан строил городские стены, крепости и пограничные укрепления. Значим также вклад в развитие городов — были возведены колоннады, дороги и улицы, площади и памятники. Также отдельно следует упомянуть деятельности, направленной на развитие водоснабжения городов.
Юстиниан придавал фортификации огромное значение, и его крепостные постройки превосходят количественно все прочие вместе взятые. Починка и перестройка стен, повышение стратегической эффективности укреплений происходили непрерывно по всей империи. На Балканах укрепления были призваны воспрепятствовать нападениям с определённых направлений — стена Анастасия, защищавшая Константинополь и его окрестности; стена через Галлипольский полуостров в Херсонесе Фракийском препятствовала вторжениям варваров из Европы в Азию. Длинная стена в Диррахии защищала Эгнатиеву дорогу и города на ней. Развивая достижения своего предшественника Анастасия I, на Балканах Юстиниан укрепил Сердику, Наиссус, Пауталию, Траянополис, Августа-Траяна и многие другие. На остальной территории были построены крепости в городах и передовые укрепления в ключевых точках. Наиболее затратные мероприятия были предприняты в северной Сирии и на Евфрате для защиты от Персии. Стены городов Ресафа, Халабийе, Дара, Халкис и Антиохия являлись настоящими шедеврами фортификационного искусства. В архитектуре региона (Русафа, Дара, Каср-ибн-Вардан) использовались строительные приёмы, адаптированные к местным условиям мастерами, присланными из Константинополя. Константина, новая резиденция дукса Месопотамии, была сделана первоклассной крепостью. Самые значительные работы были сделаны в Даре, ставшей главным барьером на пути персидских вторжений. Помимо укрепления городов, было построено огромное количество фортов вдоль границы; только вдоль Дуная упоминается более 600 укреплений. После победы в Вандальской войне 533—534 Юстиниан инициировал обширную программу фортификации отвоёванной провинции. Была восстановлена стена Феодосия I в Карфагене.

## Византийская архитектура в VI веке
В VI веке в византийской архитектуре произошли существенные изменения в эстетическом отношении. Сооружения стали более открытыми, приобрели лёгкость. Основными несущими элементами стали пилоны и колонны. Архитекторы прибегали к различным приёмам с целью визуально уменьшить массивность стен и их опор.

## Состояние источников

### Прокопий и роль Юстиниана I
Основным нарративным источником относительно строительной деятельности Юстиниана I является трактат Прокопия Кесарийского «О постройках». Длительное время в византийской историографии преобладало критическое отношение к данному произведению. Французский византинист Ш. Диль в 1901 году видел в нём, помимо перечисления сооружений периода правления Юстиниана только «самый безусловный и самый плоский панегирик». Значение «Построек» рассматривалось в контексте проблематики мировоззрения античного историка, поскольку было сложно соотнести его с совершенно другой по интонации «Тайной историей» того же автора. И если Дж. Бьюри, вслед за Э. Гиббоном объясняли количество расточаемой Прокопием лести скрытой иронией, то Ш. Диль считал выраженное в трактате подобострастие совершенно чрезмерным. В 1971 году З. В. Удальцова охарактеризовала произведения Прокопия, и в первую очередь его трактат «О постройках» как «этно-географическую энциклопедию VI века», содержащие сведения, «выдержавшие самую строгую проверку на точность». Тон произведения, тем не менее, советский историк назвала неумеренно хвалебным. В 1998 году вопрос об интонации Прокопия по отношению к Юстиниану в очередной раз был пересмотрен — американский историк Ф. Руссо (Ph. Rousseau) нашёл применяемые Прокопием эпитеты настолько гиперболизированными, что «Постройки» можно счесть не менее оскорбительными, чем «Тайную историю».
В противоположность «Тайной истории», где Юстиниан описывался как демон, в «Постройках» Прокопий высказывается о близости императора к Богу. Тут автор следует уже сложившейся тенденции изображения христианского правителя как особого представителя Бога на земле, скорее сверхъестественного существа, чем человека. Соблюдение поста, которое в «Тайной истории» показывается как демоническая черта (поскольку всё непотраченное на приём пищи время Юстиниан якобы тратил на вред римлянам и разрушение государства), становится в «Постройках» признаком святости. Прокопий рассказывает историю чудесного избавления Юстиниана от ревматизма, вызванного умерщвлением плоти, с помощью внезапного истечения елея из останков 40 мучеников, обнаруженных при строительстве церкви Святой Ирины. В другой раз тяжелобольного императора спасли явившиеся ему в видении святые Косма и Дамиан, в честь которых он потом построил храм. Наконец, при строительстве церкви Апостолов были обнаружены тела апостолов Андрея, Луки и Тимофея. Вследствие почёта, оказанного их останкам императором, святые или своё благоволение к людям. Благочестие императора подчёркивается и перечислением церковных построек. Их «неисчислимость» является художественным приёмом, вызывающим в памяти образованного читателя «Деяния божественного Августа», оканчивающихся именно этим словом. Божественная помощь сопутствовала Юстиниану и в его светских начинаниях, как это было, согласно Прокопию, при проектировании системы защиты от затоплений, построенной для Дары. Перемещение фокуса повествования с церковных построек в столице в первой книге к военным укреплениям на восточной границе во второй призвано подчеркнуть роль императора как защитника всего христианского мира. В этой же книге показывается власть императора над силами природы, его способность обуздать наводнения. В пятой книге вновь возникает тема божественного вмешательства, когда в связи с трудностями снабжения камнем строительства Новой церкви в Иерусалиме чудесным образом поблизости обнаруживается месторождение подходящего камня.
По мнению А. Кэмерон, духовный и светский взгляды на деятельность Юстиниана являются взаимодополняющими у Прокопия и подчёркивают уникальность положения императора, и нет оснований считать, что в «Постройках» не выражались собственные взгляды автора только потому, что они отличаются от высказанных в другом произведении. Дж. Элснер видит в описанной Прокопием строительной программе Юстиниана «приручение языческой или варварской природы внедрением в неё христианской культуры» и, более того, «икону» и образец для подражания будущим императорам.

### Эпиграфические данные
Обширная работа была проведена и проводится для проверки сведений Прокопия. Эпиграфический материал, то есть нанесённые на сооружения надписи, несмотря на свою краткость, содержательно информативны и могут быть проанализированы со стилистический и риторической точек зрения. На основании эпиграфических данных возможна датировка фортификационных сооружений, поскольку ещё в кодексе Феодосия было запрещено наносить посвятительные надписи в честь кого-либо, кроме императора. Данная норма перешла в Дигесты и при Юстиниане была дополнена разрешением, в случае если крепость была построена на средства частного лица, указывать его имя после императорского. По подсчётам Ли Ди Сеньи (Leah Di Segni) из Еврейского университета в Иерусалиме, на правление Юстиниана в Византийской Палестине приходится 18 надписей, относящихся к общественным сооружениям (из них 5 на территории современного Израиля, остальные на территории современных Иордана и Сирии), 40 для христианских храмов (18 и 22, соответственно), а также одна на развалинах синагоги. Датировка надписей также представляет собой не простую задачу. В редких случаях их можно соотнести с сооружениями, упоминаемыми у Прокопия. Указание в надписи имени Юстина I (годы правления 518—527) или императрицы Феодоры (умерла в 548 году) сужает возможный диапазон дат. С другой стороны обратное не верно, отсутствие в надписи имени Феодоры не гаратирует, что сооружение было возведено Юстинианом в период его вдовства.
В надписях не встречается его полный титул, который включался в законодательные акты. Вместо этого применялись победные титулы, либо отсылки к «благочестивости» или христолюбию императора.

### Данные археологии
Ни одно сооружение юстиниановской эпохи не сохранилось в своём первоначальном виде.

## Города и городская инфраструктура
Юстиниан профинансировал и осуществил с помощью своих собственных инженеров крупные инфраструктурные проекты, такие как мост через Сангариус и террасы в Антиохии. Были продолжены начатые в IV веке мероприятия по развитию транспортной сети в Малой Азии и Македонии. Трактат Прокопия Кесарийского «О постройках» содержит упоминания о ремонте и строительстве новых дорог вблизи Регия, в Вифинии, Фригии и Киликии.
В VI веке процесс урбанизации, интенсивный в IV—V веках, замедлился. Из новых городов известно об Юстиниане Приме, которую распорядился построить Юстиниан. Прочие его градостроительные инициативы, в основном, были связаны с восстановлением после войн или стихийных бедствий. Восстанавливая Антиохию, разрушенную землетрясениями 526 и 528 годов и уничтоженную персами в 540 году, Юстиниан заботился о восстановлении блеска античной метрополии. Он расширял города, устраивая там агоры, украшенные портиками улицы и публичные бани.
В Северной Африке города Тимгад, Джемила и Булла-Регия расширили свои границы по сравнению с классическим периодом. В некоторых городах продолжали строиться декоративные монументы — например, в Хайдре вслед за византийским завоеванием была возведена триумфальная арка.

## Организация и финансирование
Помимо императора, инициативу по возведению оборонительных сооружений проявляли и частные лица. Так, Кирилл Скифопольский сообщает о том, что монах Савва Освященный однажды обратился к Юстиниану с просьбой возвести кастрон в пустыне для защиты от арабов. Работы по фортификации осуществлялись силами местного самоуправления под контролем центральной власти и в большинстве случаев не требовали предварительного одобрения императора. Финансирование строительства, осуществляемого по предложению дуксов согласно законодательству Юстиниана, осуществлялось префектами претория.
Благодаря Прокопию известны имена архитекторов и инженеров, участвовавших в осуществлении планов Юстиниана. В «О постройках» сохранились имена строителей Софийского собора Анфимия Тралльского и Исидора Милетского, Феодора Силенциария из Фракии, работавшего в Даре Хриса из Александрии, Иоанна Византийца и Исидора Милетского Младшего из Зенобии. Из надписей было установлено только одно новое имя, Викторина из Истма и Биллиды. Ещё несколько строителей Прокопий называет в своих «Войнах».

## Религиозная архитектура
Интенсивное церковное строительство началось по всей империи около 450 года. Императоры и члены их семей, церковные иерархи, крупные землевладельцы и просто верующие жертвовали крупные суммы на постройку церквей и монастырей. В период правления Юстиниана вместе с ростом затрат улучшились строительные технологии. Теоретические основы этих изменений связаны с известными нам именами Анфимия Тралльского и Исидора Милетского. Церковь Святого Полиевкта, а затем соборы Сергия и Вакха, Святой Софии, базилика Святого Иоанна являются наглядными примерами этой дорогостоящей революции. Эти проекты требовали участия огромного числа рабочих, в них использовались большое количество мрамора. Непревзойдённый уровень мастерства создателей этих сооружений отражён в панегириках Прокопия Кесарийского и Павла Силенциария.
Особенностью ранних купольных базилик является смещение купола к восточной части нефа, в сторону апсиды. Такая же композиция наблюдается в относящейся к началу царствования Юстиниана Филиппийской базилике B. Следующим шагом в развитии купольной архитектуры стала построенная в 532 году константинопольская церковь Святой Ирины. В трёхнефном вытянутом храме обширное подкупольное пространство несколько смещено к апсиде, что характерно для ранних храмов. Здание хорошо освещено многочисленными окнами, находящимися в основании купола. Квадратная в плане западная часть перекрыта пониженным куполом. Стены, хотя и прорезаны четырьмя рядами широких окон, смотрятся массивно. Композиционно более сложны константинопольская церковь Апостолов и базилика Святого Иоанна в Эфесе. Оба сооружения в плане имели форму креста, каждая ветвь которого завершалась куполом без барабана. Наличием трансепта храм в Эфесе напоминает бескупольную базилику Святого Димитрия в Салониках (конец V века) и базилику Пророков, Апостолов и Мучеников в Герасе (ок. 465 года), представляющую собой как бы две крестообразно пересекающиеся трёхнефные базилики.
Возникновение центрической купольной архитектуры в Константинополе относят к VI веку. Купол был уже известен в Риме, равно как и на Востоке, например, в Сирии, а в христианской архитектуре до VI века венчал лишь мартирии и баптистерии, унаследовавшие свои формы от языческих терм. С развитием литургии купола в VI веке приобрели символическое значение. Богослов IV века Василий Великий уподоблял мир возводимому Богом для человека храму, центром которого является купол с его безупречным, вечно «длящимся» круговым очертанием. Оболочка такого здания легка и невесома, как дым, обретая свою устойчивость в руке Божией. Задача создания символизирующего мироздание купольного храма была поставлена перед зодчими в начале VI века, и уже в первой половине столетия было создано её высшее воплощение — собор Святой Софии в Константинополе. Построенный в 532—537 годах, собор стал самым сложным и грандиозным архитектурным творением эпохи Юстиниана. Идейным средоточием и центром архитектурной композиции здания стал гигантский 32-метровый купол, перекрывающий центральный неф на высоте почти 40 метров. Центральная часть собора представляет собой восьмиугольник, подобный тому, который был создан в более ранней церкви Святых Сергия и Вакха, с той разницей, что у Софийского собора две противоположные грани были приравнены по ширине к диаметру центрального купола. Опорой купола являются четыре арки, две из которых опираются на основания длинных граней восьмиугольника, а другие переброшены между основаниями первых. Угловые промежутки между центральными арками заполнены сферическими вогнутыми парусами, к западной и восточной аркам примыкают полукупола, опирающиеся на полукупола экседр. По мнению советского историка архитектуры А. Л. Якобсона, Софийский собор имел ряд примечательных особенностей, позволяющих его охарактеризовать как новый этап в развитии мировой архитектуры. Система каркаса, впервые появившаяся в соборе Сергия и Вакха, позволила реализовать стены как ажурные, состоящие из колоннад, простенки между устоями, связывающие все части храма в «единый архитектурный организм». Динамичность композиции сооружения, позволяющая представлять различные визуальные эффекты, отмечали ещё современники постройки. Прокопий Кесарийский писал, что из купола Софийского собора «появляется первая улыбка дня», а «всё это, сверх всякого вероятия искусно соединённое в высоте, сочетаясь друг с другом, витает в воздухе, опираясь только на ближайшее к себе, а в общем оно представляет замечательную единую гармонию всего творения. Всё это не позволяет любующимся этим произведением долго задерживать свой взор на чём-либо одном, но каждая деталь влечёт к себе взор и очень легко заставляет переходить от одного к другому». Архитектура собора оказала огромное влияние на дальнейшее развитие византийского зодчества, не только храмов крестово-купольной композиции, но также дала толчок прогрессу храмов центрально-купольной системы.
Дальнейшим выражением новых тенденций стал храм Сан-Витале в Равенне, завершённый в 548 году. Построенный, вероятно, архитекторами константинопольской школы, он сложен полностью из кирпича. В основе здания лежит восьмигранник, внутрь которого помещён другой восьмигранник со сторонами, образованными колонными экседрами. На массивных устоях покоится низкий восьмигранный «барабан», переходящий в сложенный из колец керамических сосудов купол. Соединение высоких пилонов аркадой, а не архитравом, как в соборе Сергия и Вакха, придало Сан-Витале большую стройность и лёгкость.
Огромные суммы тратились на изготавливаемую из драгоценных металлов церковную утварь. Согласно Григорию Турскому, Юстиниан заставил принцессу Аникию Юлиану потратить всё своё золото на строительство церкви Святого Полиевкта. Сообщается, что на облицовку серебряной фольгой собора Святой Софии было потрачено 40,000 фунтов серебра, что подтверждается современными расчётами, согласно которым общая сумма затрат могла достигнуть 1.3 миллиона солидов, что в 40-50 раз превышало затраты Юлиана Аргентария на собор Сан-Витале.
Одна из самых масштабных церквей, построенных Юстиниананом, Неа-Экклесиа, была возведена в Иерусалиме.

## Фортификация

### Балканы и Иллирия
В VI веке приоритетом строительной деятельности на Балканах стали фортификационные сооружения. По образцу Claustra Alpium Iuliarum начала IV века были возведены барьеры в Греции и на Балканах, носившие техническое название «длинные стены» (др.-греч. Μακρὸν τεῖχος). Наиболее масштабными из них были фракийские Длинные стены. По наиболее распространённой версии они были построены Анастасием I (491—518), но предлагается также датировка серединой V века. Они располагались в 74 км к западу от Константинополя и протянулись на 58 км от Чёрного моря до Мраморного. В сохранившихся частях стена сложена из блоков известняка и песчаника с отдельными включениями метаморфических пород. Толщина куртины составляет от 1,8 до 3,2 м, а высота достигает 4,5 м над поверхностью земли и до 2,5 м вглубь. Вероятно, изначально высота стен была до 10 м. В точках изменения направления стен размещены массивные выступающие на 11,5 м башни, чаще пятиугольной, реже шестиугольной формы. Между ними на расстоянии 80—120 м друг от друга располагаются прямоугольные башни существенно меньшего размера. Практически на всём протяжении стена представляет собой «сэндвич» из булыжника между облицовкой из тёсаного камня с внутренней и наружной сторон. Видимо, при Анастасии возобновились работы на Дунайском лимесе — при нём были перестроены стены в Истрии, Томисе и Ратиарии. Юстиниан продолжил укрепление лимеса и укрепил Сердику, Наиссус, Пауталию, Траянополис, Августа-Траяна и многие другие поселения. Стена в Гортине была перестроена в 539 году. Описывая одно из строительных достижений Юстиниана, Прокопий Кесарийский в своём панегирике «О постройках» писал:

…император Юстиниан, для которого, раз он пожелал, совершенно невыполнимое делается легко доступным, тотчас решил это местечко преобразовать в город, дать ему крепкие стены, всеми другими сооружениями придать ему важность и, украсив, сделать его богатым городом. И мысль императора превратилась в дело. Воздвиглась кругом чудесно созданная городская стена, и внезапно изменилась вся судьба округи. Земледельцы, покинув свои плуги, живут, как граждане, применяя уже не деревенские обычаи, но городской образ жизни. Они ежедневно посещают городскую площадь, ведут собрания и споры о собственных нуждах, для общих нужд устраивают рынок и совершают все остальное, что служит достоинством для города.— Прокопий Кесарийский. О постройках, VI.VI.13—16, пер. С. П. Кондратьева
Юстиниан, как и Анастасий, проявлял личный интерес в крупнейших строительных проектах на Балканах. Важнейший порт Адриатического моря и родной город Анастасия Диррахий получил солидные кирпичные стены, а Юстиниан на месте своего рождения основал новый город с тремя оборонительными контурами. К наиболее хорошо сохранившимся на Балканах относятся ранневизантийские стены Никополя, ставшего при Диоклетиане столицей провинции Старый Эпир. Они охватывают примерно шестую часть территории римского поселения эпохи Августа. Традиционно, на основании свидетельства Прокопия, стены Никополя относят к царствованию Юстиниана, но надёжных подтверждений тому нет. Использованная технология с чередованием бутовой кладки пятью рядами кирпича идентична применявшейся в начале V века в Константинополе. Никополь пережил все варварские нашествия и существовал, как минимум, до IX века. Хорошо сохранились 600 метров его западной стены с круглыми угловыми, прямоугольными промежуточными и подковообразными привратными башнями. Необычная схема с использованием ритмично повторяющихся башен, пятиугольных снаружи и цилиндрических внутри, была применена при строительстве крепости на месте римского Доростола.
Помимо укреплений названных выше крупных городов, в V—VI веках на Балканах было создано беспрецедентное количество небольших крепостей. Типологически они варьируются от небольших castella, более крупных castra и значительных укреплённых поселений oppidula и oppida. В IV книге трактата «О постройках», посвящённой деятельности Юстиниана на Балканах, перечисляется более 600 мест, где были построены или восстановлены укрепления; из них надёжно идентифицирована только небольшая часть. По мнению Э. Гиббона, «они большей частью состояли из каменных или кирпичных башен, которые возвышались посреди квадратной или кругообразной площадки, окружённой стеной или рвом, и служили в минуту опасности убежищем для крестьян и для рогатого скота из соседних деревень». В связи со скудостью археологических данных оценка Э. Гиббона считается в целом верной, поскольку небольшой размер крепостей соответствовал имеющимся на тот момент угрозам со стороны не имеющих осадных технологий варваров. Почти все перечисленные Прокопием крепости были восстановленными, а не новыми. Раскопки болгарских археологов, начиная с И. Велкова в 1930-х годах, позволили уточнить эти представления, выявив крепости в таких крупных деревнях, как Садовско кале. В ходе многолетних исследований к началу XXI века выявлено около 1000 позднеантичных и ранневизантийских укреплений на территории Иллирии. Для объяснения причин их появления были предложены разнообразные теории, включая контроль над сетью дорог, создание протяжённых оборонительных линий или временных убежищ для населения. Часть крепостей была построена в римскую эпоху в устьях притоков Дуная и включена в Дунайский лимес. Дискуссионным остаётся вопрос, имели ли такие памятники исключительно военное значение или представляли собой укреплённые деревни без постоянного военного гарнизона. Ряд исследователей склоняются ко мнению, что, помимо фортификационного значения, они нередко имели и экономические функции, и полагают, что это был основной тип поселений в VI веке на Балканах. Подтверждением того, что укрепления относились к сельским поселениям, а не к гарнизонам, являются обнаруженные в ходе раскопок женские и детские захоронения, сельскохозяйственные орудия, а также остатки храмов. Учитывая, что большинство укреплённых поселений находятся достаточно высоко, вплоть до высоты 1500 метров над уровнем моря, исследователи предполагают, что их появление, как и соответствующее перемещение населения, связаны с варварскими нашествиями. По-видимому, одновременно менялись занятия населения, переходившего от растениеводства к животноводству и добыче полезных ископаемых. Сторонником противоположной точки зрения, согласно которой большинство балканских крепостей являются военными фортами, является американский археолог Флорин Курта. По его мнению, надёжно датируемых VI веком свидетельств пребывания больших групп крестьян в балканских фортах нет, а имеющиеся следы сельскохозяйственной деятельности носят вспомогательный характер. Находки монет и керамики могут быть связаны с распределением в войсках анноны.
Ранневизантийские укрепления на Балканах строились с учётом рельефа местности и редко имели предписываемую классической теорией прямоугольную форму. Как отмечает болгарский археолог Димитр Овчаров, это было проявлением не упадка фортификационного искусства, а, напротив, его развития. Крепости могли иметь совершенно различную форму, начиная от стены, перегораживающей изгиб меандра или мыс, до произвольной замкнутой ломаной. Небольшая площадь крепостей предполагала компактную внутреннюю застройку с казармами, караульными помещениями и резервуарами для воды. Некоторые крепости, такие как Шуменская, включали плотную жилую застройку и церковь. Толщина стен в среднем составляет около 2 м, что соответствует рекомендациям военных руководств. Стены высокогорных укреплений редко имели больше 1 метра в толщину и, располагаясь на склонах, не могли быть очень высокими. Примером относительно крупного укреплённого поселения являются Марковы Кули на горе Водно в Северной Македонии. Это поселение сильно вытянуто и состоит из двух обнесённых стенами частей. Многочисленные массивные башни имеют треугольную, четырёх-, пяти- и многоугольную форму.
Рассказ Прокопия о деятельности Юстиниана в Греции является частью IV книги и не очень подробен. Вначале он сообщает о Фракии, в Эпире упоминает перестройку Никополя, восстановление Фотики и Фойники и постройку не названного по имени города, куда император переселил жителей Эвройи; этот последний город обычно отождествляют с Яниной. После Эпира Прокопий переходит к Этолии и Акарнании, но не сообщает ничего конкретного о постройках в этом регионе. Следующий затем рассказ о Фермопилах достаточно подробен. После этого Прокопий сообщает о делах в центральной Греции и на Пелопоннесе. Там укрепления уже давно, согласно историку, пришли в упадок, но Юстиниан восстановил стены всех городов. В этом контексте Прокопий упоминает Коринф, Афины и Платеи. Для защиты всех городов полуострова был целиком укреплён Коринфский перешеек, и, возможно, поэтому Прокопий не сообщает более ничего о городах Пелопоннесса. После этого обзор идёт вдоль восточного побережья полуострова, более подробно останавливаясь на Фессалии, к которой автор ошибочно причисляет Диоклетианополь. Упоминается реконструкция укреплений Эхинея, Фив, Фарсал, Деметриаса и других. После повествования Прокопия об Эвбее следует лакуна неопределённой длины, после чего текст возобновляется рассказом о Македонии. Неизвестно, сколько тут утрачено текста, но о Македонии сообщается мало — упоминается о Длинной стене через полуостров Паллена, перестройке города Кассандрия и постройке крепости в устье реки Аксиос. В целом в строительстве балканских укреплений не прослеживается стратегической программы, и без надлежащих гарнизонов крепости Юстиниана не смогли воспрепятствовать набегам славян и гуннов вплоть до южных оконечностей полуострова.

### Палестина
В период совместного правления Юстина I и Юстиниана были обновлены стены Скифополиса. Согласно Прокопию, Юстиниан построил стены в Вифлееме и Тивериаде, а также крепость в Бостре. Стены в Газе были возведены до 536 года, по инициативе епископа Маркиана и при участии губернатора провинции Палестина Прима Стефана. Недатированная надпись называет частных подрядчиков данного строительства, Георгия и Фому, но её принадлежность именно к стройке Маркиана и Стефана спорна.

### Укрепление восточного лимеса
На востоке Византия унаследовала от Римской империи limes Orientalis, состоящий из двух частей — Армянского (limes Armenicus) и Аравийского лимесов (limes Arabicus). Северные укрепления строились преимущественно на пустом месте по регулярной гипподамовой системе, тогда как южные больше опирались на особенности местности и старые набатейские поселения. С началом римско-персидских войн в III—IV веках Аравийский лимес был укреплён. Оборонительная система представляла собой цепочку соединённых Strata Diocletiana фортов, из которых основными были Сура, Ореса и Пальмира. С течением времени система размещения крепостей менялась: если вначале гарнизоны контролировали потенциальные направления вторжения персидской армии, то на более позднем этапе крепости строили вдоль Евфрата, используя реку как естественную защиту. К концу III века персидская угроза возросла, и легионерские крепости и квадрибургии (quadriburgium) того времени построены довольно небрежно, видимо, вследствие спешки. Начиная с IV века Римская империя начала переходить от стратегии статичной обороны к привлечению сил своих арабских союзников-федератов. В 529 году, в ходе реформ Юстиниана I, управление восточным лимесом было разделено между военными магистрами Армении и Аравии. При Юстиниане армия стала более мобильной и больше не использовала форты в качестве мест постоянной дислокации войск.
Крепости Каср аль-Азрак, Дейр эль-Кахф и Каср аль-Халлабат являются примерами перехода от типичного для эпохи Принципата плана в виде «игральной карты» к квадрибургию размером 70 на 70 метров. Первоначальные форты, возведённые при династии Северов, были перестроены при Тетрархии. Наиболее затратные строительные мероприятия на Востоке были предприняты Анастасием и Юстинианом в северной Сирии и на Евфрате для защиты от Персии. С археологической точки зрения военное строительство в районе Евфрата плохо изучено. Единственной систематически изученной крепостью в регионе является датируемая эпохой Констанция II и Аркадия Пагник Орени в современном иле Элязыг. Крепость, слишком маленькая, чтобы быть базой ауксилиев, давала контроль над небольшой дорогой, пересекающей Евфрат в Кебане. Ни одна из её 11 округлых башен не была похожа на другую. По-видимому, во время осады на защиту крепости собиралось всё местное население. От укреплений Мелитены, как минимум до конца IV века остававшейся базой XII легиона, сохранились незначительные развалины. Стены городов Ресафа, Халабийе, Дара, Халкис и Антиохия являлись настоящими шедеврами фортификационного искусства. В архитектуре региона (Ресафа, Дара, Каср-ибн-Вардан) использовались византийские строительные приёмы, адаптированные к местным условиям мастерами, присланными из Константинополя. Согласно Прокопию Кесарийскому, Константина, новая резиденция дукса Месопотамии, была первоклассной крепостью. Однако самые значительные работы были сделаны в Даре, ставшей главным барьером на пути персидских вторжений. Крепость древней Зенобии (современный Халабийе) активно изучался французскими археологами до 2011 года. Ко времени завершения работ были хорошо изучены стены крепости и её трёхэтажный преторий. Стены толщиной 3,25 м сложены из похожих на мраморные крупных (высотой 50—70 см) гипсовых блоков. Доставленные из расположенной неподалёку каменоломни блоки скреплены гипсовым раствором. Крепость подробно описана Прокопием, и ещё в 2009 году сохранялись упомянутые им волнорезы, созданные при Юстиниане для защиты от разливов Евфрата. Перестройка стен в Ресафе из глиняного кирпича началась около 500 года при Анастасии и была продолжена при Юстиниане. Сохранились покрытые многометровым слоем песка как остатки первоначальных стен, так и руины стен Анастасия. Их периметр составляет примерно 1,8 км, на которых размещено 50 башен — круглых угловых, прямоугольных, многоугольных и U-образных промежуточных. Расположенная на краю пустыни Ресафа имела не только военное, но и сакральное значение, являясь центром культа святого Сергия. По мнению германского историка археологии Катарины Хоф (Catharine Hof), первоначальный план строительства укреплений в Ресафе был скорректирован после неудачной для византийцев осады Амиды в ходе войны 502—506 годов, когда персы захватили город, используя незащищённость водопровода.
По условиям подписанного в 506 году мирного договора с Персией Византия обязывалась не строить новых крепостей по восточной границе, но строительство Дары началось в том же году. Оно хорошо описано в источниках, однако в целом датировка восточных крепостей является предметом споров. Как отмечал в 2001 году британский антиковед Вольф Либешюц, нет никаких надёжных археологических данных для датировки укреплений основных городов Малой Азии и можно утверждать, что до последней войны с Персией в начале VII века не было необходимости в дорогостоящих стенах. Крепость Дары включала широкий ров с вертикальными стенами, низкую внешнюю стену (сохранилась на 3 метра в высоту) и высокую внутреннюю (сохранилась на 10 метров в высоту). Стена защищена большими U-образными башнями, отстоящими друг от друга примерно на 50 м, дополнительно башни стоят по сторонам всех ворот. Датировка сохранившихся фрагментов стен Мелитены, на протяжении своей истории находившейся под властью римлян, персов, арабов, византийцев и сельджуков, вызывает споры. Предполагается как VI век, так и XI век. На основании формы башен (два типа — прямоугольные 5 на 3 метра и пятиугольные до 4 метров) и технологии строительства (основа из щебня с облицовкой из тёсаного камня) предпочтительной считается более ранняя датировка. Относительно линейных укреплений на востоке надёжных данных тоже нет. Предположения о византийском происхождении стены в Абхазии оспариваются.

### Крепости византийской Африки
После Вандальской войны 533—534 годов к византийцам перешли форты провинций римской Африки, за исключением занимающей север современного Марокко Мавретании Тингитанской. По утверждению Прокопия Кесарийского, во время своего владычества вандалы уничтожили римские укрепления. Археологические данные не подтверждают его сведения, но, в любом случае, значительных усилий для их поддержания германцы не прикладывали. Таким образом, важным направлением исследований в области позднеантичной фортификации в Северной Африке является проверка утверждений из трактата «О постройках» средствами археологии. Многочисленные надписи времён Юстиниана подтверждают, что в VI веке была развёрнута масштабная фортификационная деятельность. На начальном этапе она была связана с именем Велизария. Известны 24 надписи магистра Соломона, губернатора Африки в 539—544 годах. По сведениям Прокопию Кесарийскому, для финансирования строительства он использовал захваченную у вандалов добычу. В отличие от других частей империи, большая часть крепостей была построена «с нуля», что подтверждается отсутствием археологически различимых фаз строительства.
Согласно предложенной в начале XX века Шарлем Дилем концепции, крепости в отвоёванных провинциях образовывали защитные рубежи, отделяющие Карфаген и другие крупные города с прилегающими к ним областями от местного берберского населения. Концепция предполагает, что если Римская империя, располагая большими армиями, могла позволить себе иметь небольшое число крупных крепостей, то в VI веке, имея меньшие ресурсы, византийцы должны были строить частые цепи мелких фортов. Позднее данная теория была отвергнута, и представление, что такие масштабные предприятия были ответом на чаяния ощущающего свою незащищённость местного населения, было признано упрощённым. Британский археолог Денис Прингл обратил внимание на то, что кочевники селились в том числе внутри образованной крепостями границы. По мнению Прингла, крепости располагались вблизи городов и источников воды, таким образом, чтобы расположенные в них войска могли при необходимости быстро выступить против берберов. Французский медиевист Жан Дурлиа (Jean Durliat) считает вероятным, что во многих случаях византийцы восстанавливали сооружения, от которых остались основные структуры (в его терминологии, принцип лат. aedificata est a fundamentis).
Крепости VI века построены с использованием «эллинистических» технологий, встречающихся в Малой Азии и в Месопотамии. Блоки тёсаного камня, часто происходящего из римских развалин, скреплялись залитым раствором щебнем, в результате чего возводились стены толщиной 2,5 метра и высотой до 10 метров. Небольшие форты строились по типу позднеримских квадрибургиев, то есть представляли собой в плане четырёхугольник с башнями по углам. Более крупные крепости имели дополнительные башни. Если позволяла местность, у крепости могло быть меньше сторон. Так, у стоящей на краю горного обрыва Тагоры было только две стены. Крепость Мадавроса с северной стороны ограничивалась амфитеатром. По размеру африканские форты VI века могут быть разделены на три группы. Большую часть составляют крайне небольшие укрепления, занимающие площадь меньше трёх гектаров или даже менее одного гектара — примером может служить Тимгад. Форты среднего размера занимали от 5 до 9 гектаров и нередко внутри своих стен имели меньшие укрепления, как, например, в случае Багаи. Примыкая к одной из стен, внутренние сооружения могли быть караульным помещением или бараком. Внутренняя крепость Багаи продолжалась наружу, образуя протохизму. Самыми крупными фортификационными сооружениями были городские стены, которые окружали площадь в несколько десятков гектаров. Крепости византийской эпохи, как правило, защищали гораздо меньшую территорию, чем более ранние крепости на том же месте. В некоторых случаях (Суфетула) более ранний крупный город новыми укреплениями разделялся на множество более мелких. Как отмечают исследователи, укрепления северной Африки в целом слабее аналогичных в других частях империи. У них редко встречаются дополнительные оборонительные элементы (протохизмы) и, в отличие от Балкан, Малой Азии и Месопотамии, практически не встречаются круглые и многоугольные башни. В расположенной на Синайском полуострове крепости в Эт-Тур, как и в очень похожей на неё крепости Тимгада, помимо казарм, находится христианский храм. Наиболее многочисленную категорию составляют небольшие сооружения, как правило прямоугольные башни (ксуры). Из известных нескольких сотен ксуров III—VII веков только 3 надёжно датируются VI веком. Крепости в Африке довольно однотипны с точки зрения технологии строительства: облицованные тёсаным камнем (взятого, как правило, из римских построек) щебневые стены толщиной около 2,5 м, без внешних стен и рвов. Отсутствие дополнительных защитных элементов обычно рассматривается как указание на ограниченность доступных ресурсов.

### Северное Причерноморье
Активная военно-строительная деятельность проводилась администрацией Юстиниана Великого и в Северном Причерноморье, в частности, в Крыму, на Керченском и Таманском полуостровах. Византийскими полководцами были отстроены укрепления Херсона и Боспора (соврем. Керчь); сооружены приморские крепости на Южном берегу Крыма. По периметру контролируемых Византией владений («страна Дори») ромеи возвели ряд оборонительных рубежей («длинные стены»), надежно преградивших путь кочевникам. Не прекращалось военное строительство и при преемниках Юстиниана — Юстине II Младшем, Тиберии Константине и Маврикии. «Длинные стены» были дополнены большими и малыми крепостями, возведенными на командных высотах Внутренней гряды Крымских гор. Особенно активно эти работы проводились в 575–576 годах, в ожидании нашествия войск Тюркского каганата. По мнению исследователей, в результате комплексных военно-инженерных мероприятий к концу VI в. в Горной Таврике был создан особый «limes Tauricus», организованный по дискретно-узловому (локально-очаговому) принципу. Целенаправленными действиями византийской администрации Юго-Западный Крым был превращен в район эшелонированной инженерной обороны подобно Балканскому региону. В состав оборонительных узлов (клисур), построенных в ущельях Внутренней гряды, входило три типа фортификационных сооружений: 1.) «длинные стены», запиравшие горные долины; 2.) малые дозорные крепости (бурги), призванные наблюдать и предупреждать об опасности ставку византийского командующего в Херсоне (Бакла, Сюйрень (Скиварин), Сиваг-Кермен); 3.) мощные опорные крепости-фрурионы (Эски-Кермен, Дорос (Мангуп-Кале), Чуфут-Кале (Кырк-Ор), в которых спасалось мирное население в случае прорыва кочевников. Автор гипотезы подчеркивает, что кроме Таврики, подобные дискретные оборонные узлы существовали во всех горных провинциях Империи — Армении, Лазике, Фракии и т. д., где выполняли аналогичные задачи.